# Walter Kiß
Walter Kiß [kɪs] (* 25. Oktober 1961 in Erndtebrück, Landkreis Wittgenstein) ist ein deutscher Politiker (SPD). Am 30. August 2009 wurde er zum Bürgermeister der Stadt Kreuztal gewählt. Er erhielt 55,52 % der Stimmen.
Kiß wuchs in Buschhütten auf, lebt in Ferndorf und ist Mitglied der SPD. 1979 begann er seine berufliche Laufbahn mit einer Ausbildung im mittleren nicht-technischen Dienst als Assistent-Anwärter bei der Stadt Kreuztal. Seit 2005 war er bei der Verwaltung dieser Kommune Leiter des Amtes für Ordnung und Sicherheit und der Straßenverkehrsbehörde, bevor er das neue Amt am 21. Oktober 2009 antrat. Walter Kiß wurde bei der Bürgermeisterwahl 2014 mit 69,22 % der Stimmen im Amt bestätigt. 2020 wurde er mit 60,22 % der Stimmen zum zweiten Mal wiedergewählt.